# Santa Monica Civic Auditorium
Santa Monica Civic Auditorium – uniwersalne centrum konferencyjne zlokalizowane w Santa Monica w stanie Kalifornia. Budynek został zbudowany w 1958. W latach 1961–1968 było miejscem, gdzie odbywały się ceremonie wręczania Oscarów. W Santa Monica Civic Auditorium siedzibę ma Santa Monica Symphony Orchestra.
9 kwietnia 2002 obiekt został wpisany na listę zabytkowych miejsc Santa Monica.